# Autopullman

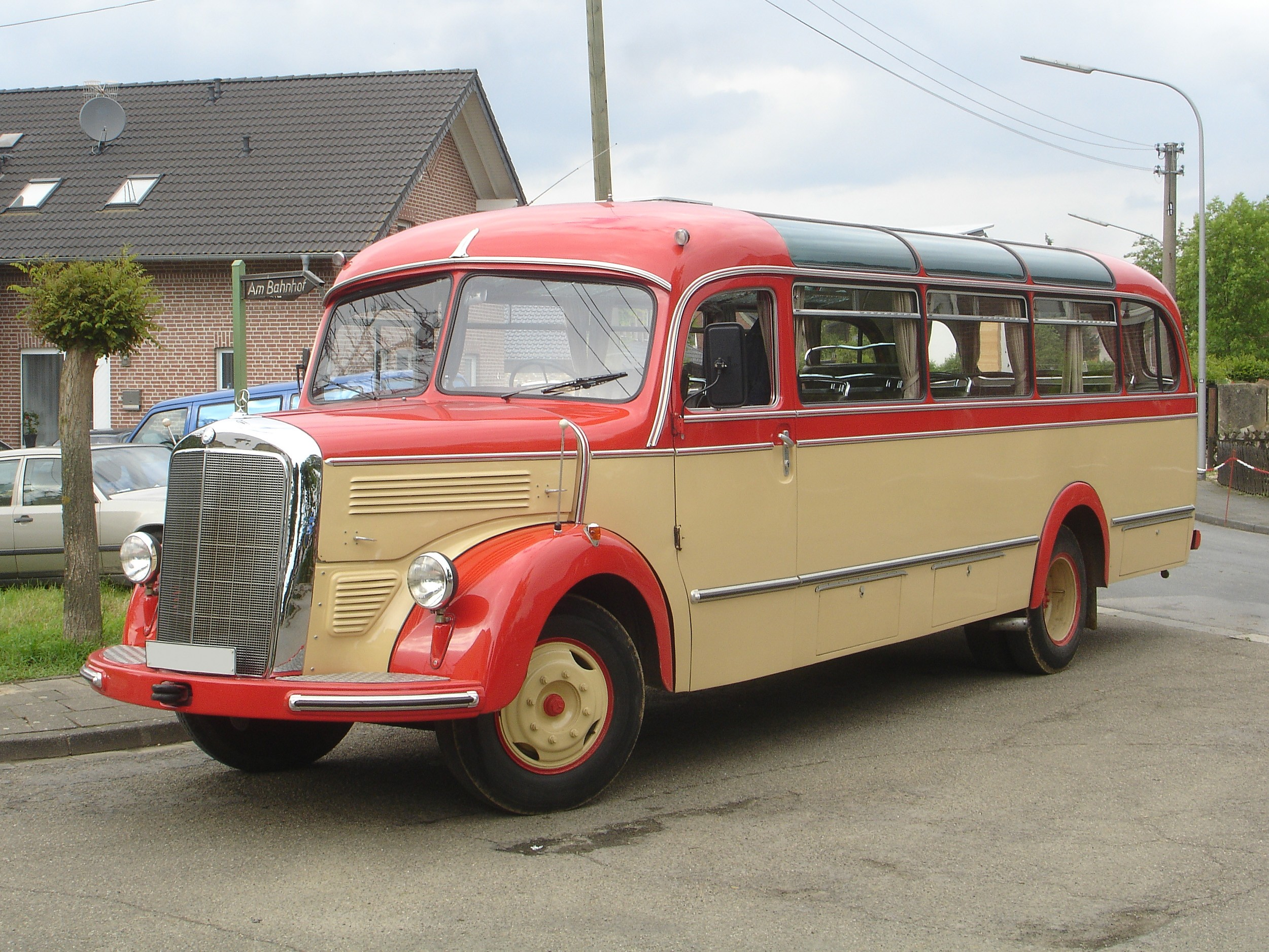
Autopullman antigo, conhecido no Brasil como jardineira.

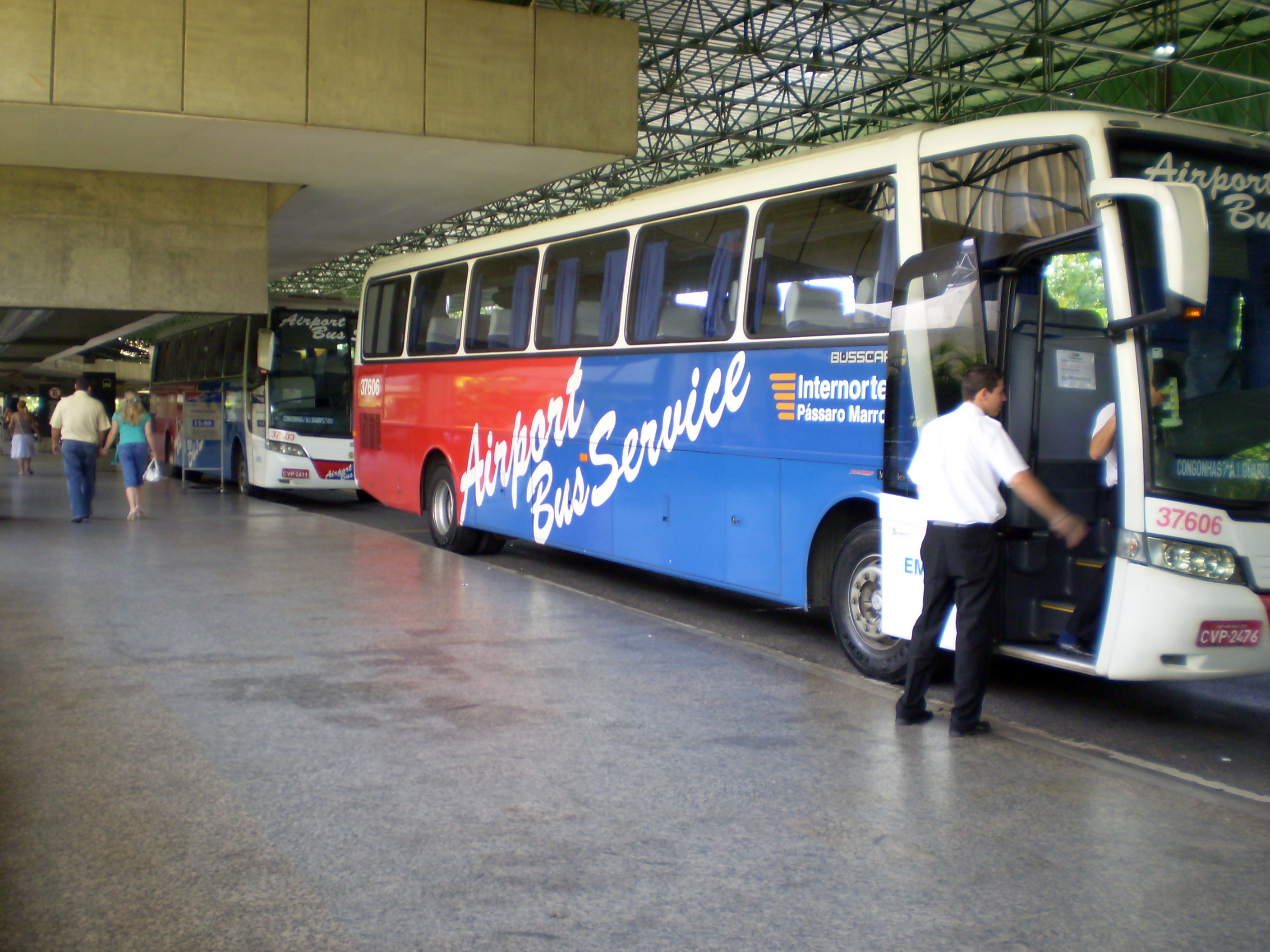
Autopullman do tipo convencional a serviço do Aeroporto Internacional de Guarulhos, Brasil.

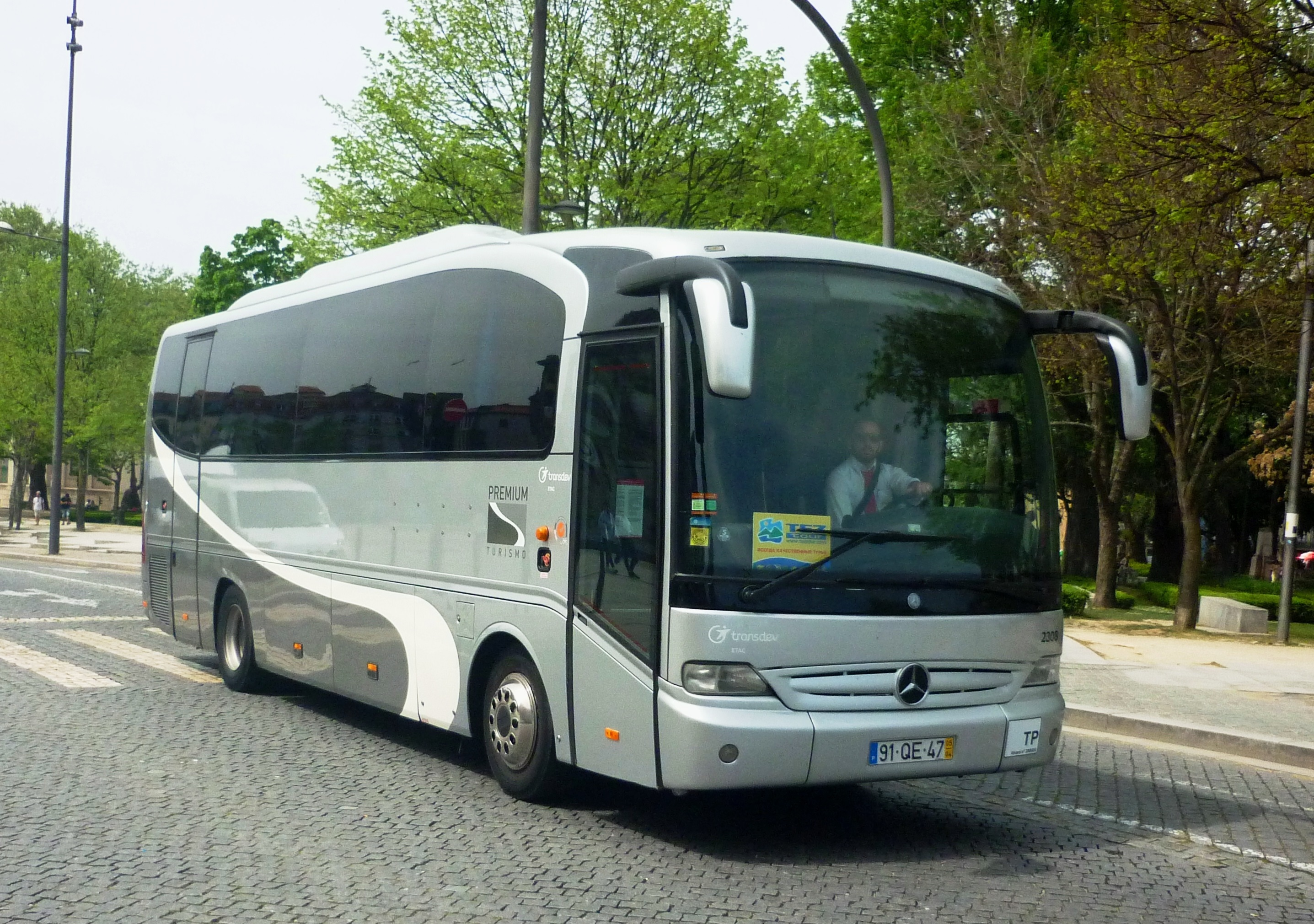
Autopullman do tipo executivo no Porto, Portugal.

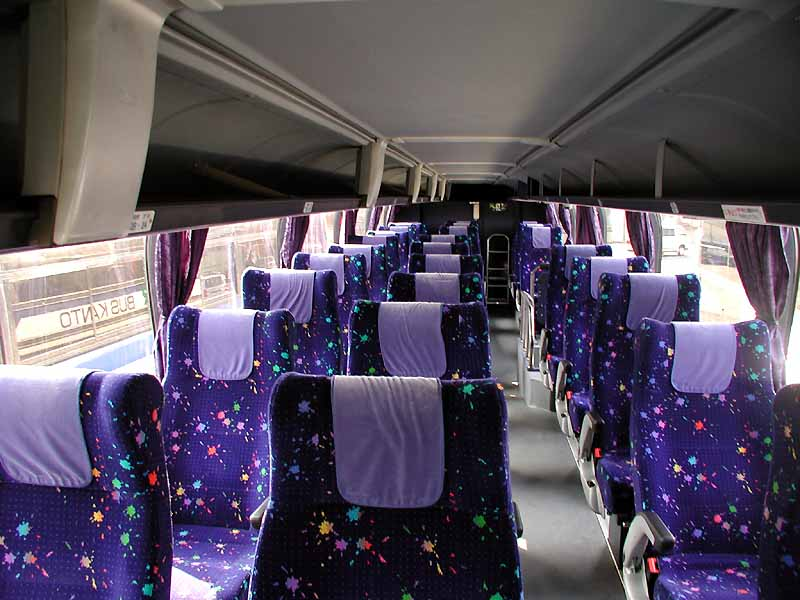
Parte interna dum autopullman (classe executiva).

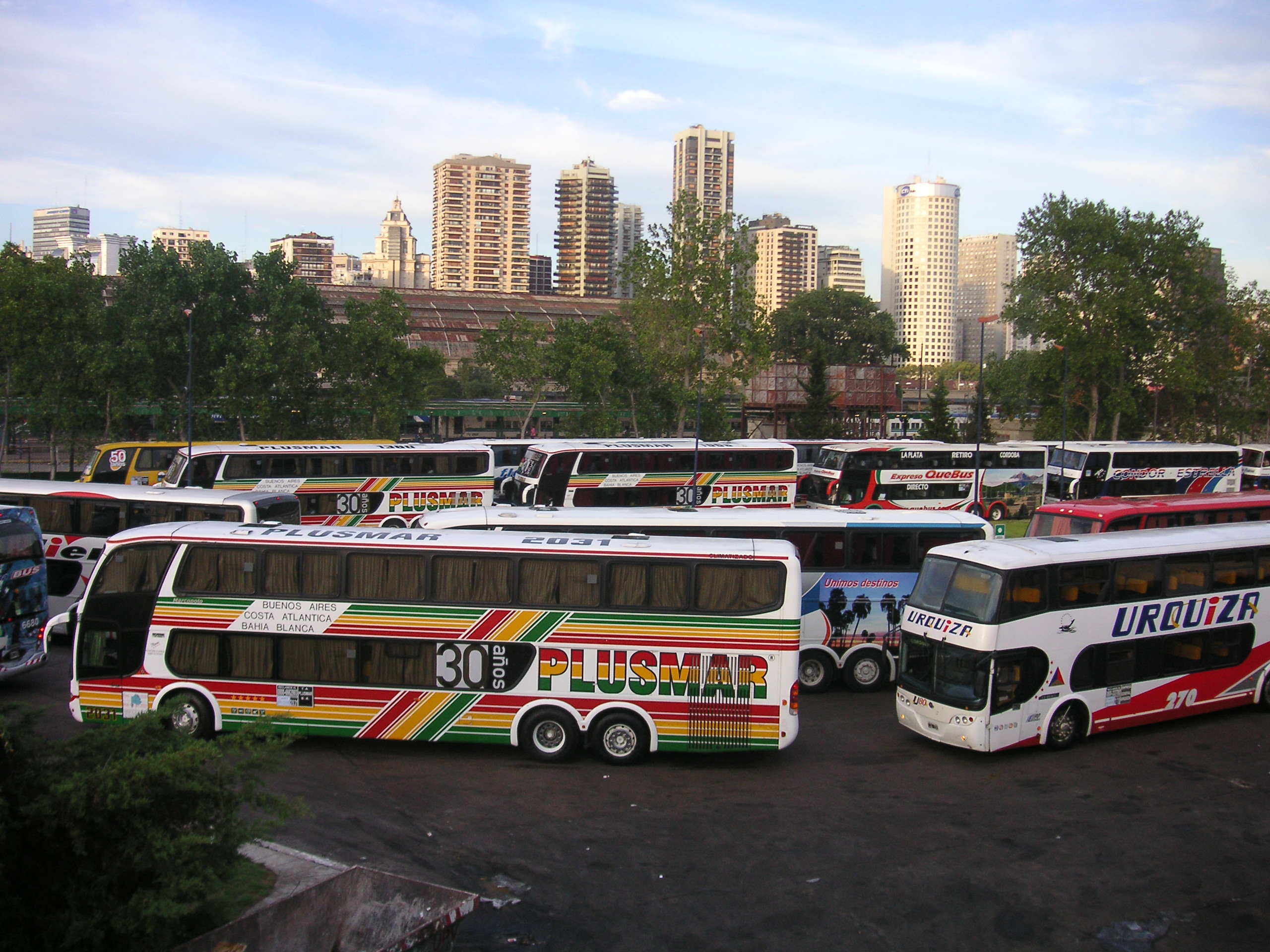
Terminal de autopullmans em Buenos Aires, Argentina.

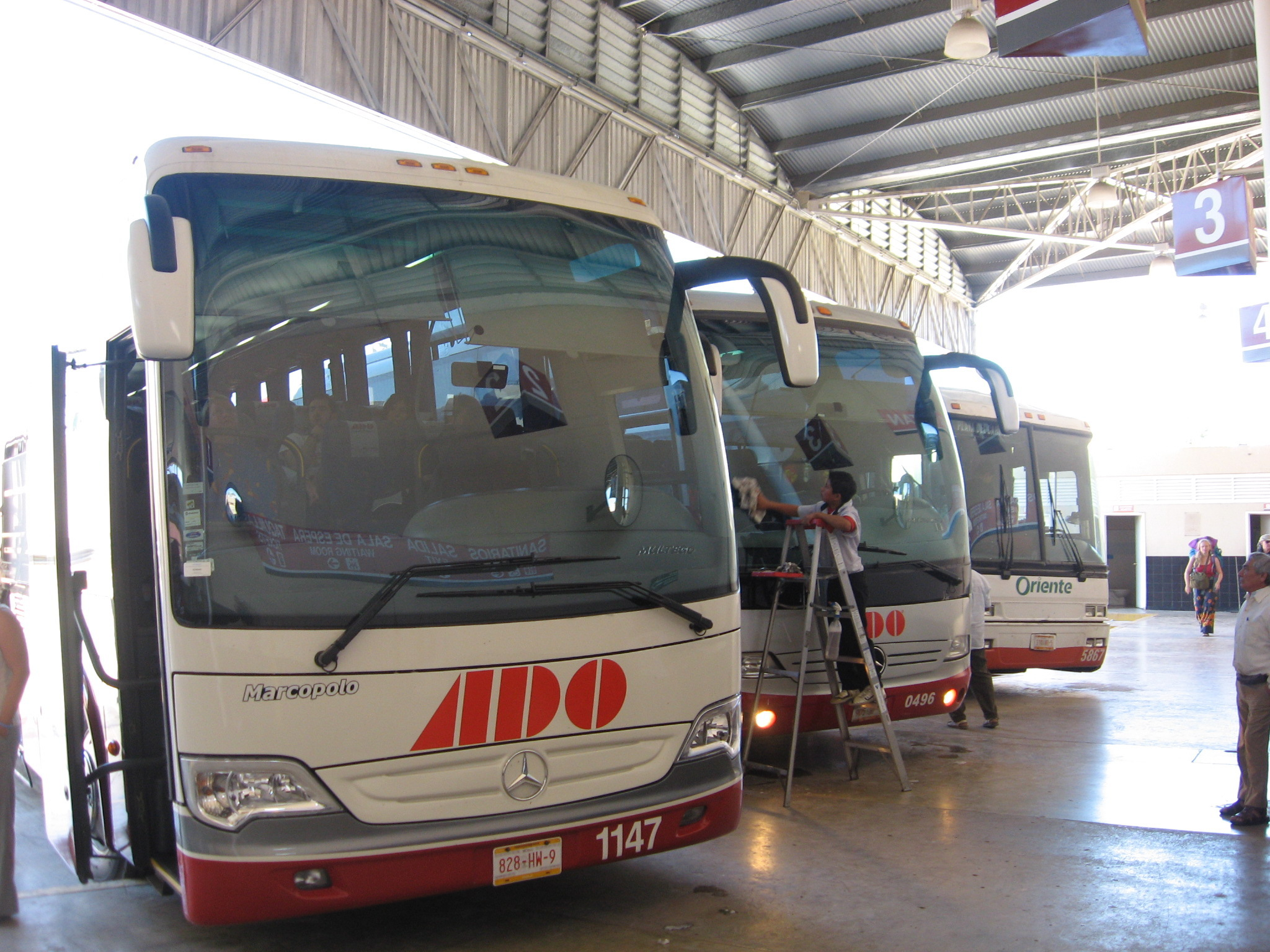
Terminal de autopullmans em Valladolid, México.

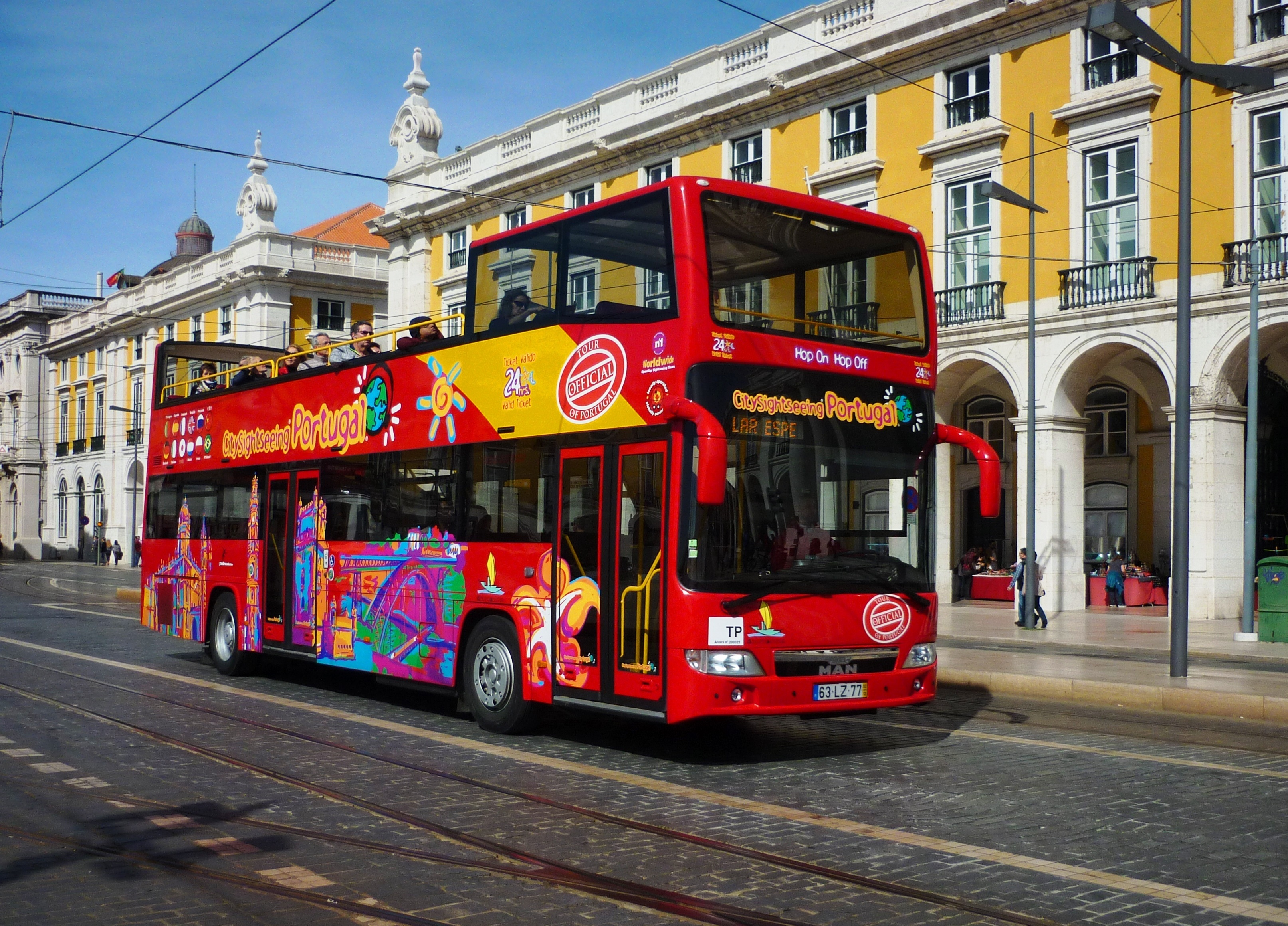
Autopullman do tipo City Tour em Lisboa, Portugal.

O autopullman (português europeu) ou ônibus rodoviário (português brasileiro) é um autocarro de turismo ou para viagens rodoviárias. Entretanto, o termo autopullman caiu em desuso, em favor do termo autocarro de longa distância. Em Portugal, os termos mais utilizados atualmente são "autocarro de longo curso" ou, mais informalmente, "expresso".
São os veículos utilizados principalmente para transporte de passageiros em longos trechos, geralmente entre cidades, estados ou países, ou ainda em viagens mais curtas esporádicas ou até para transporte de estudantes ou funcionários de empresas, num sistema de fretamento. As principais características são: a presença de itens de segurança como cintos, conforto como aparelhos de ar-condicionado, poltronas estofadas, toalete e bagageiro.

## História do Autopullman
Em 1864, o americano George Pullman (Chautauqua, 3 de Março de 1831 — Chicago, 19 de Outubro de 1897), inventou um certo tipo de carruagem de muitíssimo conforto dedicada a longas distâncias. Ele a chamou sua  de Pullman Sleeper. Então aos autocarros desta categoria chamam-se “autopullman”.
No Brasil, até o começo da década de 2010, a Busscar tinha uma boa participação no mercado de ônibus rodoviários, quando foi decretada a falência, em 27 de setembro de 2012.